# Cerioporidae
Cerioporidae zijn een familie van mosdiertjes (Bryozoa) uit de orde van de Cyclostomatida.

## Geslachten
- Blumenbachium Koenig, 1825
- Borgella Kluge, 1955
- Borgiola Strand, 1933
- Klugenotus Androsova, 1982
- Neofungella Borg, 1933
- Telopora Canu & Bassler, 1920
- Tetrocycloecia Canu, 1917

Niet geaccepteerde soorten:
- Canuella Borg, 1933 → Borgiola Strand, 1933
- Klugea Androsova, 1965 → Klugenotus Androsova, 1982
- Tretocycloecia Canu & Bassler, 1920 → Tetrocycloecia Canu, 1917